# Mary Jones (Christin)

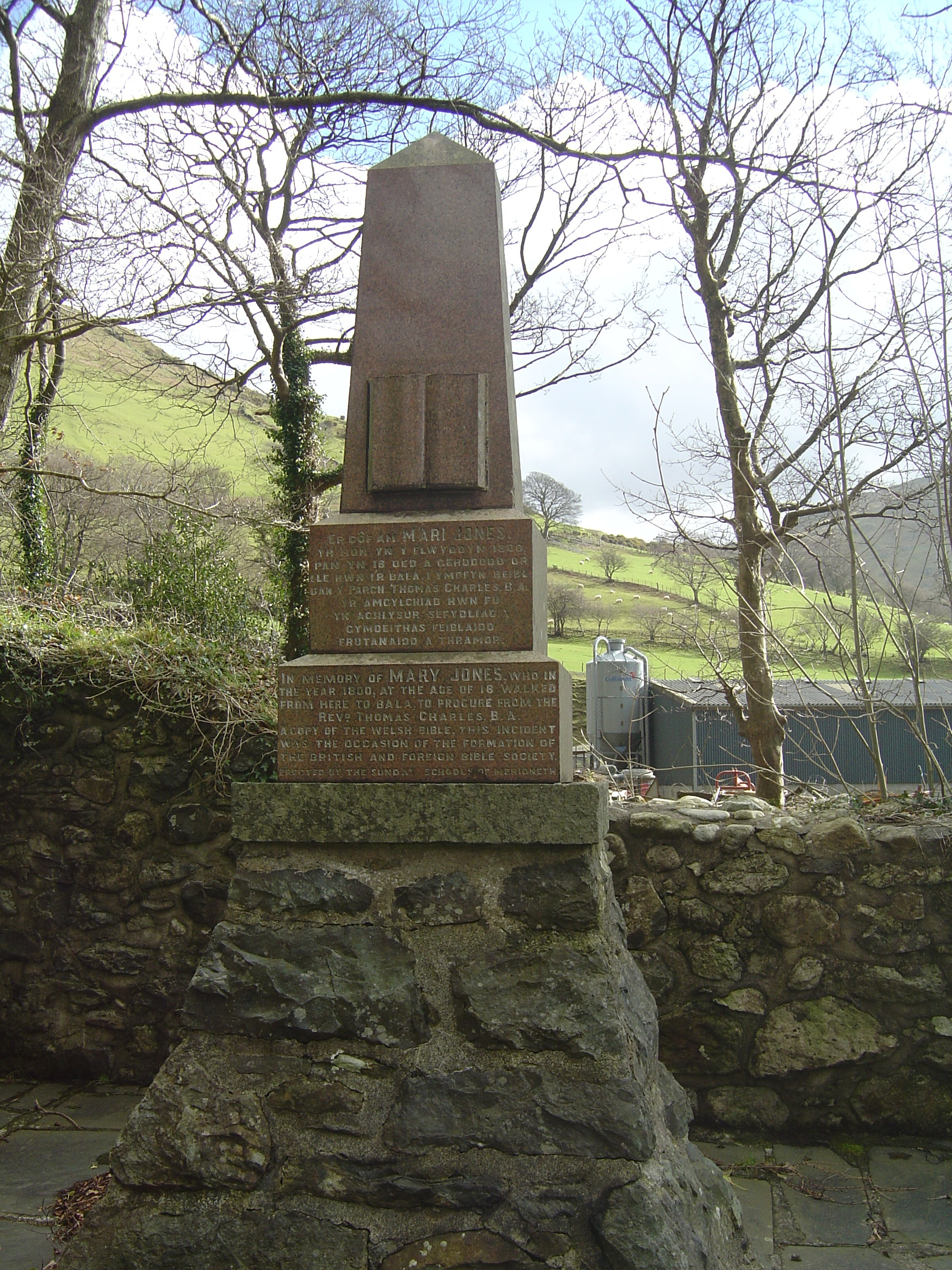
Gedenkstein zur Erinnerung an Mary Jones in Llanfihangel-y-Pennant

Mary [Jacob] Jones (* 16. Dezember 1784; † 28. Dezember 1864) war ein walisisches Mädchen, das entscheidend zur Gründung der British and Foreign Bible Society beitrug. Sie wanderte barfuß 42 Kilometer weit, um eine Bibel in walisischer Sprache zu kaufen, nachdem sie mehrere Jahre daraufhin gespart hatte.

## Ihre Reise

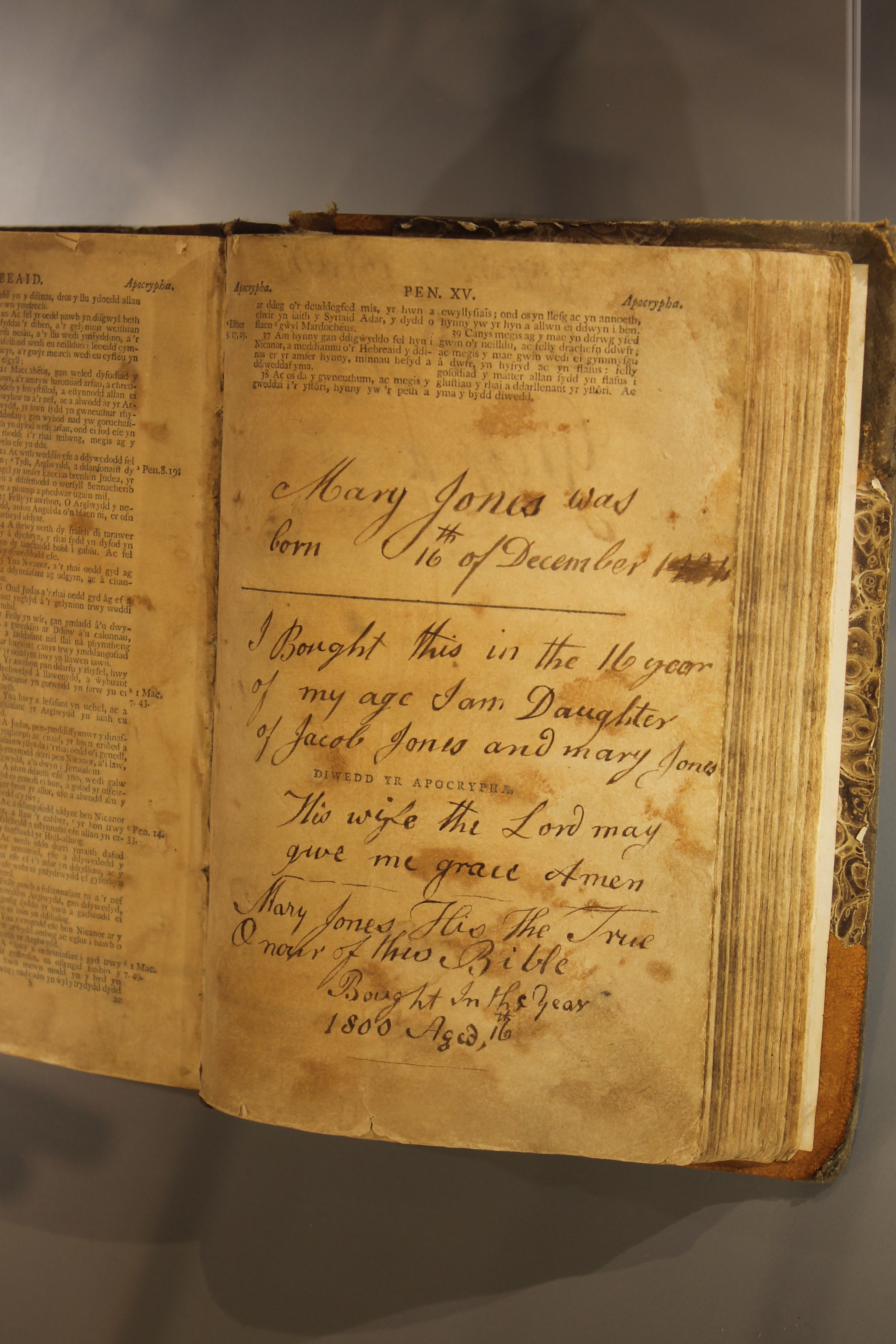
Faksimile von Mary Jones’ Bibel mit ihrem handschriftlichen Eintrag, ausgestellt im Mary Jones Pilgrim Centre in Llanycil bei Bala. Das Original befindet sich in der Cambridge University Library.

Mary Jones stammte aus einer armen Familie; sie war die Tochter eines Wollwebers und lebte am Fuße des Cader Idris, im Dorf Llanfihangel-y-Pennant in Merioneth (heute Teil von Gwynedd), in der Nähe von Dolgellau. Ihre Eltern waren strenggläubige Methodisten, und sie selbst bekannte sich im Alter von acht Jahren zum christlichen Glauben. Nachdem sie lesen gelernt hatte, wollte sie unbedingt eine eigene Bibel besitzen. Die nächstliegende Möglichkeit, eine zu kaufen, war in der Stadt Bala – 42 Kilometer entfernt. Doch selbst dort war nicht jederzeit eine Bibel erhältlich, denn damals waren walisische Bibeln sehr rar. Nachdem Mary Jones sechs Jahre dafür gespart hatte, machte sie sich eines Morgens im Jahr 1800 auf den Weg nach Bala. Sie wanderte barfuß, um ihre Schuhe zu schonen. In Bala wandte sie sich an den Pfarrer Thomas Charles. Entsprechend einer Version der Geschichte sagte ihr Mr. Charles, dass alle Bibeln verkauft oder vorbestellt seien. Mary war so verzweifelt, dass Charles ihr eine Bibel gab, die er schon jemand anders versprochen hatte. Nach einer anderen Version musste sie zwei Tage warten, bis eine Lieferung Bibeln eintraf, so dass sie eine Bibel für sich selbst und zwei andere für Familienmitglieder erhalten konnte. Diese Geschichte soll Charles so beeindruckt haben, dass er an einer Versammlung der Religious Tract Society beantragte, eine Gesellschaft zur Versorgung von Wales mit Bibeln zu gründen. 
Mary heiratete später einen Weber aus Bryn-crug mit Namen Thomas Lewis und starb 80-jährig. Ihre Bibel wird im Archiv der British and Foreign Bible Society in der Bibliothek der Universität von Cambridge aufbewahrt. Sie ist ein Exemplar der 1799 erschienenen walisischen Bibel, von der 10.000 Exemplare in Oxford gedruckt wurden. Mary Jones schrieb hinein (auf Englisch):

„Mary Jones wurde geboren am 16. Dezember 1784. Ich kaufte dies in meinem 16. Lebensjahr. Ich bin Tochter von Jacob Jones und Mary Jones, seiner Ehefrau. Der Herr sei mir gnädig. Amen. – Mary Jones ist die rechtmäßige Besitzerin dieser Bibel, gekauft im Jahr 1800 im Alter von 16.“

Die rührende Geschichte von Mary Jones gehört zur Gründungstradition der weltweit tätigen British and Foreign Bible Society. Die erste Bibelgesellschaft der Welt war allerdings schon fast einhundert Jahre früher in Halle (Saale) gegründet worden.